# Охајо (Илиноис)
Охајо (енгл. Ohio) град је у америчкој савезној држави Илиноис.

## Демографија
По попису из 2010. године број становника је 513, што је 27 (-5,0%) становника мање него 2000. године.
| Група             | 2000.       | 2010.       |
| Белци             | 524 (97,0%) | 488 (95,1%) |
| Афроамериканци    | 2 (0,4%)    | 2 (0,4%)    |
| Азијати           | 0 (0,0%)    | 0 (0,0%)    |
| Хиспаноамериканци | 15 (2,8%)   | 15 (2,9%)   |
| Укупно            | 540         | 513         |